# Chiesa di San Nicola (Boulogne)
La chiesa di San Nicola a Boulogne-sur-Mer è un edificio religioso cattolico sito nel centro della città.

## Storia
Ad oggi è il più antico edificio religioso di Boulogne-sur-Mer ed è situato nella città bassa, quartiere tradizionalmente occupato da una popolazione di marinai e pescatori, risulta citata per la prima volta nel 1208 e dedicata a san Nicola, santo patrono dei marinai.
Essa è iscritta nei Monumenti storici di Francia dal 10 giugno 1926.
Dopo la sua costruzione, essa soppiantò a poco a poco la prima chiesa di San Pietro, eretta nel VII secolo in prossimità del porto antico e scomparsa nel XVIII secolo. Le parti più antiche della chiesa di San Nicola sussistono nel coro (XIII secolo) e nella crociera del transetto, essendo stato l'edificio saccheggiato nel 1492 durante l'assedio della parte bassa della città da parte del re d'Inghilterra Enrico VII.
Nei secoli XVI e XVII furono effettuati importanti rimaneggiamenti. Nel XVIII secolo, la navata di San Nicola, divenuta troppo piccola e soprattutto insalubre e minacciata di crolli, fu ricostruita dall'architetto di Boulogne, Giraud Sannier.

## Caratteristiche
L'edificio è stato costruito in pietra e si compone di una navata centrale e due navate laterali, di un transetto e di un coro. Di stile molto sobrio, la navata centrale è fiancheggiata da due navate laterali e chiusa da una facciata cieca, ove una nicchia ospita una statua di san Nicola, opera di John Hopkins.
La crociera del transetto è sormontata da una torre lanterna poco elevata, sormontata a sua volta da una massiccia freccia ricoperta d'ardesia.